# ویگن کوائیان
ویگن کوائیان  بازیکن فوتبال بازنشسته در پست هافبک ارمنی‌تبار اهل ایران و از اسطوره‌های تیم فوتبال آرارات تهران است.

## باشگاهی
از باشگاه‌هایی که توپ زده‌است می‌توان آرارات تهران، استقلال تهران و عقاب تهران را اشاره کرد. کوائیان سابقه گلزنی به دو تیم پرطرفدار پایتخت استقلال و پرسپولیس را در کارنامه ورزشی خود دارد.

## افتخارات

##### آرارات
- جام بسیج: ۱۳۶۷